# Бог се никад не смеје
Бог се никад не смеје је публицистичка књига историчара уметности, књижевника и активисте Александра Ламброса објављена 2014. године у 500 примерака у издању Нове поетике.У питању је најпродаванија књига ове издавачке куће. Књига говори о атеизму, својеврсна је историја религијских контроверзи и утицаја религије на политику, са освртом на цркве на Балкану. Поднаслов књиге је Записи о атеистичком аутовању, и књига такође садржи аутобиографске податке о детињству, раду и активизму самог аутора. Дизајн књиге је радио фотограф Никола Ђукић, илустрације и цртежи су дело уметника Александра Тодоровића, а предговор машинског инжењера Марка Екмеџића. На корицама књиге реч "Бог" је намерно одштампана малим словима, са уметничком сликом Палог анђела Александра Кабанела. На задњој корици поред синопсиса налази се фотографија самог Ламброса.

## О аутору
Александар Радосављевић, познат под псеудонимом Александар Ламброс, је рођен 23. јула 1972. године у Крагујевцу, а преминуо 31. јула 2024. године у Ници од последица инфаркта. Сахрањен је у родном Крагујевцу, поред ове књиге написао је неколико књига о музичарима Робију Вилијамсу и Мадони, као и збирку еротских приповедака Ворхолов код и друге мистерије попа. Осам година радио је као наставник ликовног у две средње школе, пре него што је емигрирао у Француску, бавио се такође фотографијом и био колекционар уметничких слика модерних српских сликара и меморабилија, маркица, разгледница и часописа које имају везе са историјом Србије и Француске, није познато шта се десило са овом колекцијом после његове смрти. Упркос томе што је био атеиста, део његове уметничке збирке представљен је на изложби у библиотеци Владичанског двора у Пакрацу. Писао је такође блогове и чланке за разне медије попут Б92, Југ медија, Оптимист, а његове написе преносио је често и националистички сајт Србин инфо, што је реткост јер је био припадник лгбт популације.